# Капитан Флинн и пираты-динозавры
Капитан Флинн и пираты-динозавры (англ. Captain Flinn and the Pirate Dinosaurs) — австралийско-ирландско-филиппинский анимационный телесериал из 52 серий по 11 минут.
основанный на книгах «Капитан Флинн и пираты-динозавры», написанных Джайлсом Андреа и проиллюстрированных Расселом Эйто. Это фантастическая приключенческая комедия для целевой аудитории от 6 до 9 лет. Каждая серия полна дерзкого веселья, в котором четверо детей, Флинн, Перл, Том и Вайолет, отправляются в плавание на пиратском корабле, чтобы уберечь презренных доисторических злодеев-динозавров от дураков

## Сюжет
в мире «Семь с половиной морей» пираты-динозавры похищают детей, крадут сокровища и терроризируют местных жителей. Четверо детей во главе с капитаном Флинном отправляются в плавание на пиратском корабле, чтобы помешать доисторическим динозаврам-пиратам творить зло.

## Создатели
- Сценаристы: Рэйчел Спратт, Дэвид Витт (III), Клеон Принеас, Дэн Данко, Тим Бэйн, Саймон Баттерс, Сайрус Безян, Рене Зандвелд
- Режиссёры: Джо Боуг, Грег Ингрэм
- Художники-постановщики: Тим Пайман, Питер Шиэн, Евгений Линьков, Синди Шарка, Грег Ингрэм, Кьяран Догерти, Лиза Кэмпион, Рубен Фернандес Пинт.
- Композитор: Анна Райс.
- Звукорежиссёры — Кэти Жиблен, Ciaran O’Tuairisc, Бен Вандерс
- Продюсеры: Майкл Паттисон, Пол Камминс, Уэйн Диринг, Кати Ни Флаитеарта, Ясмин Джонс, Арне Лохманн, Джо Руни (III), Уэйн Камминг, Энди Райан (III)
- Художники-аниматоры: Евгений Линьков, Синди Шарка, Адам Лау, Холли Эдвардс, Николь Маккензи, Лесли Вамос, Грег Ингрэм, Кьяран Догерти, Лиза Кэмпион, Рубен Фернандес Пинто, Эмиль Кано, Рейна Рут Эвангелиста, Ян Майкл Селис, Венц Гапасин, Исайя Джемуэль Гонзага, Элан Трабукон
- Актёры: Эндрю Эллис, Шаш Хира, Дэниел Флетчер, Дэн Расселл, Саймон Крэддок, Дэниел Флетчер (II), Кирра Янг